# Château de Croissy
Le château de Croissy , également appelé « château Chanorier », d'après le nom de l'un de ses anciens propriétaires, est situé sur la commune du Croissy-sur-Seine, dans le département des Yvelines. Le château fait l’objet d’une inscription au titre des monuments historiques depuis le 18 mai 1975.

## Historique
Construction du château au XVIIIe siècle pour Georges Gougenot de Croissy. L'actuel bâtiment fut bâti entre 1750 et 1770. En 1779, il devient la propriété de Jean Chanorier, receveur général des finances et dernier seigneur de Croissy.
Il passa au début du XIXe siècle à Jean-Louis Lapeyrière, receveur général des finances de la Seine, père d'Augustin Lapeyrière et beau-père du maréchal Bessières. La famille Girod de l'Ain y réside en 1824, puis en 1845 le comte Jacques Charles Duval d'Eprémesnil. La famille Auguste-Dormeuil l'acquiert en 1881.
Le château et son parc sont la propriété de la commune de Croissy-sur-Seine depuis la fin des années 1930. Après avoir abrité un établissement scolaire et un terrain sportif, le château est devenu un équipement culturel au cours des années 1990. La commune y a également aménagé une salle de spectacles et un restaurant.

## Galerie

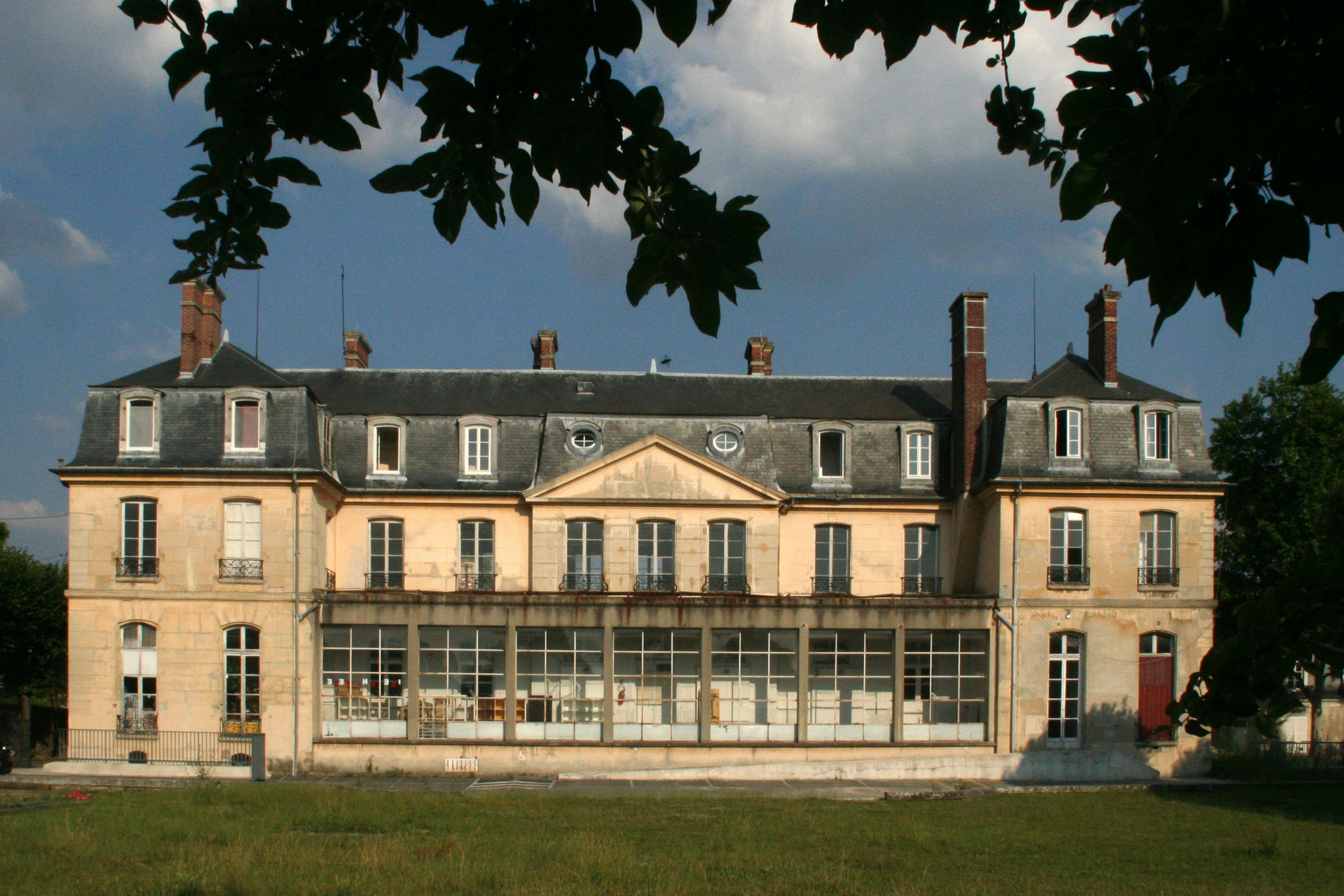
Façade côté jardin du château.
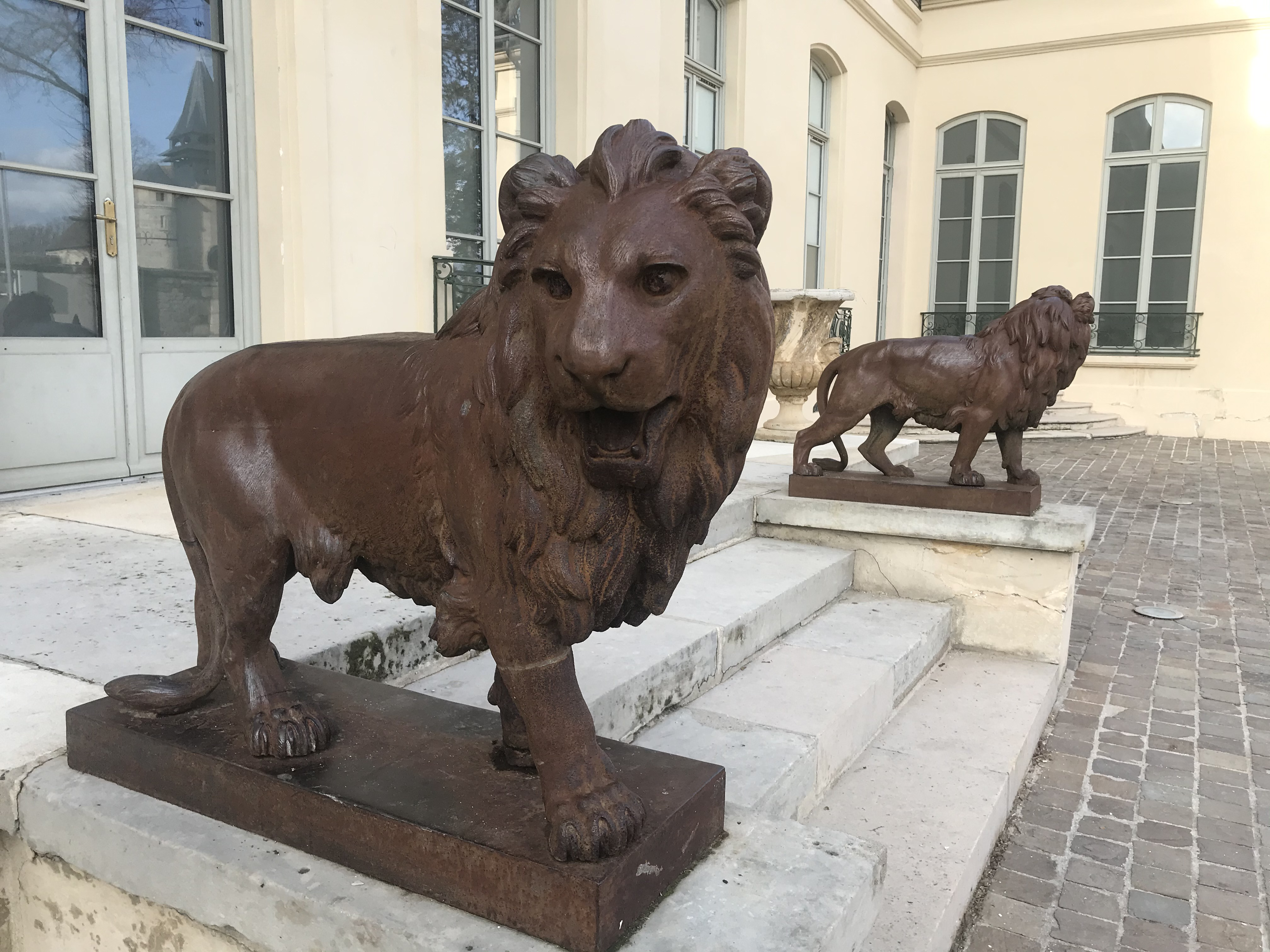
Les lions gardant l'entrée côté Seine.

### Articles coonnexes
- Liste des châteaux des Yvelines
- Liste des monuments historiques des Yvelines (nord)